# 피의 구원 사원

피흘리신 구세주 교회

피의 구원 사원 또는 피흘리신 구세주 교회(러시아어: Храм Спаса на Крови, 영어: Church of Our Savior on Spilled Blood)는 러시아 상트페테르부르크에 위치한 그리스도의 부활, 구세주의 부활을 의미하는 피가 있는 교회를 뜻한다. 그리스도의 부활을 의미하는 동방정교회 기념관이며, 1881년 3월 부상당해 죽은 러시아 제국의 황제인 알렉산드르 2세의 피가 묻어있는 장소이다. 당시 알렉산드르 2세는 이 곳의 창고에서 피를 쏟았다.
상트 페테르 부르크의 역사적 중심부인 미하일롭스키 정원과 코뉴셴나야 지역의 그리보예도프 은행 근처에 위치한다. 사원의 길이는 81m이며, 최대 수용인원은 1600명으로 러시아 건축의 기념비적인 건축물이며 박물관이다.
이 사원은 알렉산더 3세의 명령에 의해 1883년에서 1907년 동안 건축가 알프레드 팔란다와 이그나탸의 공동 프로젝트로 건립되었다. “러시아 스타일”을 초안으로 만든 이 사원은 모스크바의 성 바실리 대성당과 다소 비슷하게 구현되었다. 사원의 건설은 24년 동안 계속되었으며, 1907년 8월 6일 변모축일에 문을 열었다.
공식 명칭은 그리스도 부활 성당(러시아어: Собор Воскресения Христова, 영어: Cathedral of the Resurrection of Christ)이다. 러시아 상트페테르부르크에 위치한 성당으로 관광 명소 중의 하나이기도 하다. 모자이크 프레스코로 장식된 이 교회는 알렉산더 2세 암살기도가 있었던 바로 그곳에 1883∼1907년에 걸쳐 세워져서 일명‘피의 사원'이라고도 불린다. 피의 사원에서 '피'는 1881년 이곳에서 암살당한 러시아의 차르 알렉산드르 2세의 피를 가리킨다. 교회의 내부는 27년간의 복구 끝에(1907년 첫개관 이후로 90년 후) 공개되었으며, 현란한 모자이크 장식이 아름답다.